# 1967年の大洋ホエールズ
1967年の大洋ホエールズでは、1967年の大洋ホエールズの動向をまとめる。
この年の大洋ホエールズは、三原脩監督の8年目のシーズンである。

## 概要
前年サンケイと同率の最下位に沈んだチームは打撃陣のテコ入れを図るべく、ディック・スチュアートを獲得。また外野手転向の江尻亮がこの年からレギュラー定着し、また捕手陣では伊藤勲に次ぐ2番手捕手として福嶋久晃が入団し、投手陣も秋山登や島田源太郎に代わるエース候補として平松政次が入団するなど徐々に1960年の初優勝メンバーから別当薫体制への転換がはかられた。この年三原監督・別当ヘッドコーチの2頭体制でスタートしたチームだが、投手陣は高橋重行や稲川誠、この年入団の山下律夫などが健闘するもそれ以外の投手は不調で、チームはサンケイと4位争いを演じた。最終的に1ゲーム差でサンケイを振り切ったものの、この年3連覇の巨人に25ゲーム、2位中日に13ゲームも離されて三原監督は辞任。新監督には別当ヘッドコーチが昇格した。シーズン途中には平松が都市対抗終了後に入団し、すぐにプロ入り初勝利をあげる明るい話題もあった。

## チーム成績

### レギュラーシーズン
| 1 | 二 | 近藤昭仁   |
| 2 | 右 | 江尻亮     |
| 3 | 中 | 近藤和彦   |
| 4 | 三 | 桑田武     |
| 5 | 一 | 松原誠     |
| 6 | 左 | 林健造     |
| 7 | 遊 | 松岡功祐   |
| 8 | 捕 | 伊藤勲     |
| 9 | 投 | 森中千香良 |

| 順位 | 4月終了時 | 4月終了時 | 5月終了時 | 5月終了時 | 6月終了時 | 6月終了時 | 7月終了時 | 7月終了時 | 8月終了時 | 8月終了時 | 9月終了時 | 9月終了時 | 最終成績 | 最終成績 |
| ---- | --------- | --------- | --------- | --------- | --------- | --------- | --------- | --------- | --------- | --------- | --------- | --------- | -------- | -------- |
| 1位  | 巨人      | --        | 巨人      | --        | 巨人      | --        | 巨人      | --        | 巨人      | --        | 巨人      | --        | 巨人     | --       |
| 2位  | 阪神      | --        | 阪神      | 6.5       | 中日      | 6.0       | 中日      | 6.5       | 中日      | 17.0      | 中日      | 15.0      | 中日     | 12.0     |
| 3位  | 大洋      | 1.0       | 中日      | 7.5       | 阪神      | 8.0       | 阪神      | 10.0      | 阪神      | 17.5      | 阪神      | 15.5      | 阪神     | 14.0     |
| 4位  | 中日      | 2.5       | サンケイ  | 10.0      | サンケイ  | 13.0      | サンケイ  | 13.0      | 大洋      | 22.5      | 大洋      | 23.0      | 大洋     | 25.0     |
| 5位  | 広島      | 3.5       | 大洋      | 13.5      | 大洋      | 16.0      | 大洋      | 17.0      | サンケイ  | 24.0      | サンケイ  | 26.0      | サンケイ | 26.0     |
| 6位  | サンケイ  | 8.0       | 広島      | 16.5      | 広島      | 17.0      | 広島      | 19.5      | 広島      | 30.0      | 広島      | 34.5      | 広島     | 37.0     |

| 順位 | 球団             | 勝 | 敗 | 分 | 勝率 | 差   |
| 1位  | 読売ジャイアンツ | 84 | 46 | 4  | .646 | 優勝 |
| 2位  | 中日ドラゴンズ   | 72 | 58 | 4  | .554 | 12.0 |
| 3位  | 阪神タイガース   | 70 | 60 | 6  | .538 | 14.0 |
| 4位  | 大洋ホエールズ   | 59 | 71 | 5  | .454 | 25.0 |
| 5位  | サンケイアトムズ | 58 | 72 | 5  | .446 | 26.0 |
| 6位  | 広島カープ       | 47 | 83 | 8  | .362 | 37.0 |

## オールスターゲーム
| ファン投票 | 選出なし   |          |        |
| 監督推薦   | 森中千香良 | 近藤和彦 | 桑田武 |
| 補充選手   | 松原誠     |          |        |

- 取り消し線は出場辞退

## できごと
- 5月16日 - 後楽園球場での対巨人戦の1回裏、小野正一投手が「3者連続三振なのに1失点」という珍記録。

1. 先頭打者・柴田勲を三振。これで1死。
2. 続く土井正三が2-1から空振り三振、ところが伊藤勲捕手がパスボール、土井は振り逃げで一塁へ生きる。
3. 続く王貞治は三振、これで3連続三振ながら2死一塁。
4. 次打者・長嶋茂雄への初球を伊藤捕手がパスボール、土井は二塁へ進塁、その後三盗を決めた直後、長嶋は三塁ゴロ。三塁手・桑田武が一塁へ送球したが、一塁手のディック・スチュアートが捕球失敗しエラー、土井が生還して1点。

- 5月18日 - 桑田武が後楽園球場での対巨人8回戦の2回表に5号本塁打を放ち、プロ通算200号本塁打を達成[2]。
- 6月2日 - 三原脩監督が休養し、ヘッドコーチの別当薫が監督を務めると発表[3]。
- 10月3日 - 三原脩監督が東京の自宅にて、今シーズン限りで退団すると表明[4]。
- 10月4日 - 三原脩監督の退団を認めたと発表[5]。

## 表彰選手
| リーグ・リーダー |
| ---------------- |
| 受賞者なし       |

| ベストナイン | ベストナイン | ベストナイン |
| 選手名       | ポジション   | 回数         |
| ------------ | ------------ | ------------ |
| 近藤和彦     | 外野手       | 2年ぶり6度目 |